# .bq
.bq is een ongebruikt landelijk top-level-domein (ccTLD) dat in 2010 is toegewezen voor de eilanden Bonaire, Sint Eustatius en Saba, ook bekend onder de naam BES-eilanden. Deze eilanden hebben een eigen ccTLD toegewezen gekregen omdat ze sinds 10 oktober 2010 functioneren als bijzondere gemeenten binnen het land Nederland. Tot die datum waren de eilanden eilandgebieden van de Nederlandse Antillen, een voormalig land binnen het Koninkrijk der Nederlanden. Of het domein ook daadwerkelijk in gebruik wordt genomen is onbekend.
Voorheen maakten Bonaire, Saba en Sint Eustatius gebruik van de ccTLD van de Nederlandse Antillen, .an. Vanaf juli 2015 werd deze uitgefaseerd.